# Congolacerta
Congolacerta es un género de lagartos de la familia Lacertidae. Sus especies se distribuyen por Tanzania, Uganda, Burundi, Ruanda y República Democrática del Congo.

## Especies
Se reconocen las siguientes dos especies:
- Congolacerta asukului Greenbaum, Villanueva, Kusamba, Aristote & Branch, 2011
- Congolacerta vauereselli (Tornier, 1902)